# Episema lederi
Episema lederi är en fjärilsart som beskrevs av Hugo Theodor Christoph 1885. Episema lederi ingår i släktet Episema och familjen nattflyn. Inga underarter finns listade i Catalogue of Life.